# Leonardo Aleixo
Leo, właśc. Leonardo Aleixo da Costa (ur. 15 kwietnia 1984 w Rio de Janeiro) – brazylijski piłkarz, grający na pozycji napastnika.

## Kariera klubowa
Karierę piłkarską rozpoczął w Fluminense FC. Potem bronił barw klubów Atlético Castelo Branco i Cachoeiras. W marcu 2010 przeszedł do Wołyni Łuck. Od 2011 broni barw nowozelandzkiego Woodlands Wellington.

## Sukcesy i odznaczenia

### Sukcesy klubowe
- wicemistrz Pierwszej Lihi: 2009/10